# Jüdischer Friedhof (Bobenhausen)

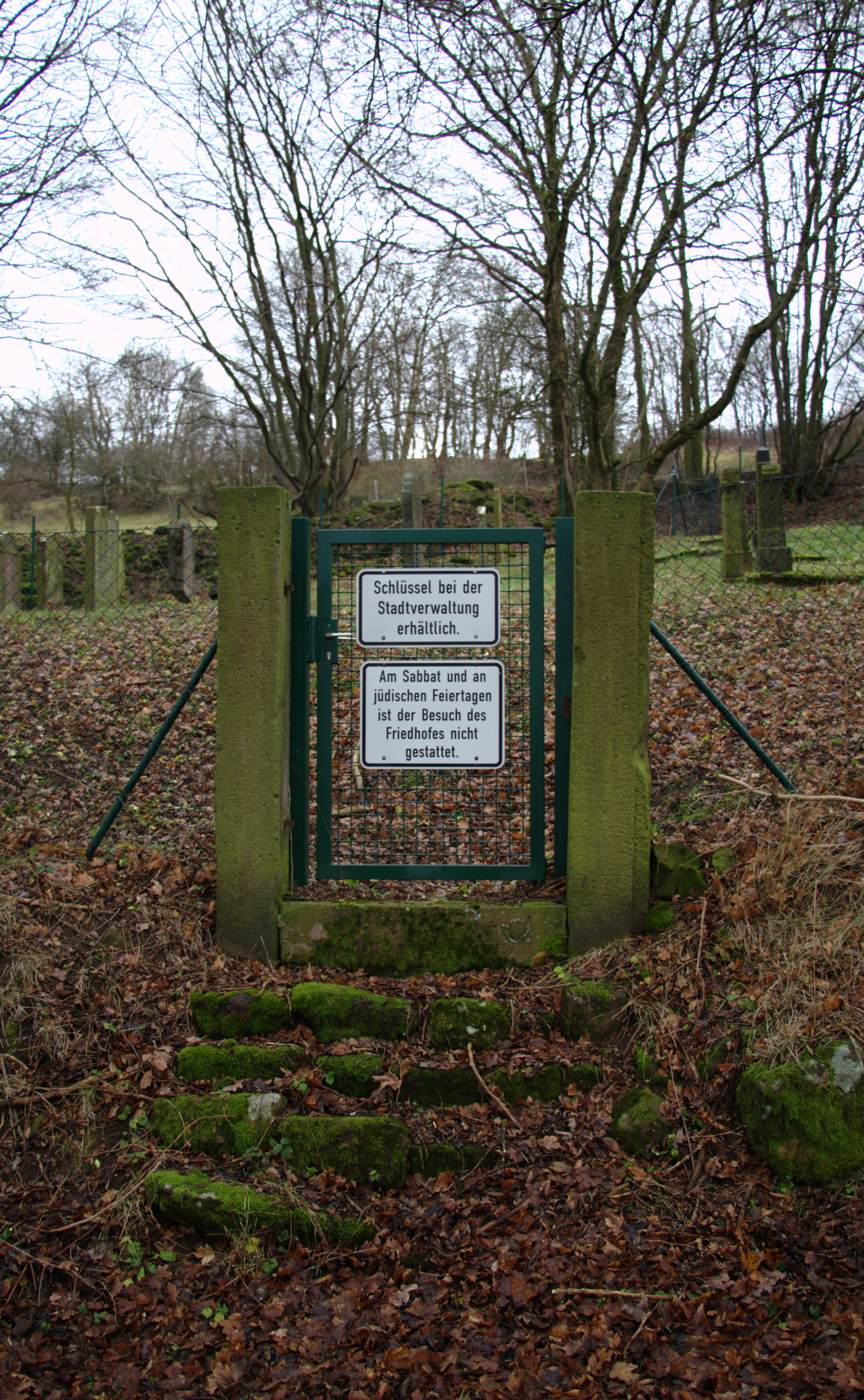
Eingang zum jüdischen Friedhof in Bobenhausen

Der jüdische Friedhof in Bobenhausen, einem Ortsteil der Stadt Ulrichstein im Vogelsbergkreis in Hessen, wurde vermutlich um 1830 angelegt. Der jüdische Friedhof weit außerhalb des Dorfes ist ein geschütztes Kulturdenkmal. Der Friedhof ist erreichbar von der Hauptstraße aus über den Altebergsweg, der sich nach circa 50 Meter teilt. Von hier aus über den linken Weg gelangt man zum jüdischen Friedhof an der Kreuzung Schöne Aussicht/Am Hasenborn. 
Heute sind auf dem 15,47 Ar großen Friedhof noch 20 Grabsteine erhalten.